# I due assi del guantone
I due assi del guantone è un film del 1971 diretto da Mariano Laurenti.

## Trama
Franco Marsala e Ciccio Trapani sono due nullatenenti che vivono di espedienti. Per sfamarsi, vanno in ristoranti sempre diversi e a fine pasto, per non pagare il conto, ordinano una porzione di funghi, fingendo poi di sentirsi male. Il gioco però non riesce nel ristorante del sor Amleto, appassionato di pugilato e organizzatore di incontri dilettantistici.
I due sono quindi costretti a lavorare come sguatteri di cucina. Per tirarsene fuori, Ciccio si finge un ex campione di pugilato e spaccia Franco per il suo pupillo. Anche per l'intervento della sorella Adele, infatuata di Ciccio, Amleto si lascia convincere a impiegare i due nella sua palestra, dove si allena Enzo, suo pupillo e campione della "Rom.Po." (Romana Polisportiva).
La Rom.Po. è in perenne competizione con la Pu.Zo.Ne. (Pugilistica Zona Nemorense), presieduta dal sor Giovanni. Enzo è il campione imbattuto, grazie al quale Amleto vince le scommesse col sor Giovanni, ma la sua fidanzata Marisa, che odia la boxe, lo spinge a fingersi infortunato. Ciccio, speranzoso anche di guadagni facili, propone che sia Franco a sostituire Enzo, ma i primi risultati disastrosi dei suoi allenamenti spingono Adele a truccare l'incontro, corrompendo il suo avversario.
Il gioco si ripete per più incontri, ma all'orizzonte c'è il combattimento del giorno di san Giovanni. Franco dovrà combattere contro un avversario sconosciuto, che si dice sia forte e imbattibile: proprio l'alone di riservatezza che lo circonda non consente di truccare l'incontro. Ciccio compra in farmacia un potente eccitante, poi nascosto in una bottiglia di liquore, ma a seguito delle minacce del sor Giovanni decide di non usarlo.
Sul ring il campione sconosciuto si rivela essere Cesare De Cesari detto Golia, al quale Franco e Ciccio avevano pochi giorni prima smontato il motore dell'automobile. Deciso a vendicarsi, picchia duramente Franco per le prime due delle tre riprese previste, finché Enzo, senza sapere nulla delle minacce, fa bere a Franco l'eccitante nella pausa prima della terza ripresa.
Franco, gasato dalla sostanza, picchia Golia fino a mandarlo al tappeto, vincendo l'incontro.
Durante un pranzo nel locale del sor Amleto viene presentato il prossimo pugile che dovrebbe incontrare Franco: Cassius Clay. Franco e Ciccio scappano a gambe levate.

## Colonna sonora
Gli inni ufficiali delle due società pugilistiche sono mutuati rispettivamente da La società dei magnaccioni e da La famiglia dei Gobon.